# Ryssar i USA
Till ryska amerikaner (engelska: Russian Americans; ryska: ру́сские америка́нцы, tr. rússkiye amerikántsy, IPA: [ˈruskʲɪje ɐmʲɪrʲɪˈkant͡sɨ] ) eller ryska medborgare i USA, räknas personer som är boende i USA, och som har sitt ursprung i Ryssland. Enligt United States Census Bureau 2019 bodde det i USA sammanlagt 391 641 personer som var födda i Ryssland, och 2 432 733 som uppgavs härstamma därifrån.